# Noyau de Fejér
Pour les articles homonymes, voir noyau.
En mathématiques, et plus précisément en analyse fonctionnelle et harmonique, le noyau de Fejér est une suite de fonctions réelles 2π-périodiques permettant d'exprimer l'effet d'une somme de Cesàro sur une série de Fourier. Il tient son nom du mathématicien hongrois Lipót Fejér.

## Définition

Tracé des noyaux de Fejér à différents ordres.

Le noyau de Fejér est la suite (Fn)n∈ℕ* de fonctions analytiques dont le terme de rang n, appelé noyau de Fejér d'ordre n, est la moyenne arithmétique des n premiers noyaux de Dirichlet :

## Calcul
En développant la définition ci-dessus, les deux expressions classiques du noyau de Dirichlet donnent respectivement :
1. {\displaystyle F_{n}(x)={\frac {1}{n}}\left({\frac {\sin {\frac {nx}{2}}}{\sin {\frac {x}{2}}}}\right)^{2}} si {\displaystyle x\notin 2\pi \mathbb {Z} } (donc, par continuité, Fn(x) = n si x est un multiple entier de 2π) ;
2. {\displaystyle F_{n}(x)=\sum _{k=-n}^{n}\left(1-{\frac {|k|}{n}}\right)\mathrm {e} ^{\mathrm {i} kx}}.

## Convolution
On obtient la somme de Fejér d'ordre n d'une fonction f (intégrable sur [–π, π] et 2π-périodique) en effectuant un produit de convolution de f par le noyau de Dirichlet.

## Propriétés
Le noyau de Fejér est un noyau de sommabilité positif sur {\displaystyle \mathbb {R} /2\pi \mathbb {Z} }, c'est-à-dire que :
- {\displaystyle \forall n\in \mathbb {N} ^{*}\quad F_{n}\geq 0} ;
- {\displaystyle \forall n\in \mathbb {N} ^{*}\quad {\frac {1}{2\pi }}\int _{-\pi }^{\pi }F_{n}(x)\,\mathrm {d} x=1} ;
- {\displaystyle \forall \varepsilon >0\quad \lim _{n\to \infty }\int _{\pi \geq |x|>\varepsilon }|F_{n}(x)|\,\mathrm {d} x=0}.

La suite (Fn) est donc une approximation de l'unité de l'algèbre de Banach {\displaystyle \mathrm {L} ^{1}(\mathbb {R} /2\pi \mathbb {Z} )} (munie de produit de convolution).
- Le noyau de Fejér est lié au noyau de Dirichlet par les relations suivantes[2] :
  - {\displaystyle \forall n\in \mathbb {N} ^{*},\ D_{n}(x)=(n+1)F_{n+1}(x)-nF_{n}(x)}
  - {\displaystyle \forall n\in \mathbb {N} ,\ F_{n+1}(x)={\frac {1}{n+1}}\sum _{k=0}^{n}D_{k}(x)}